# Anthoptus
Anthoptus là một chi bướm ngày thuộc họ Bướm nâu.